# Route 85 (Islande)
Pour les articles homonymes, voir Route 85.
La Route 85 (Þjóðvegur 85) ou Norðausturvegur est une route qui longe la côte nord-ouest de l'Islande.

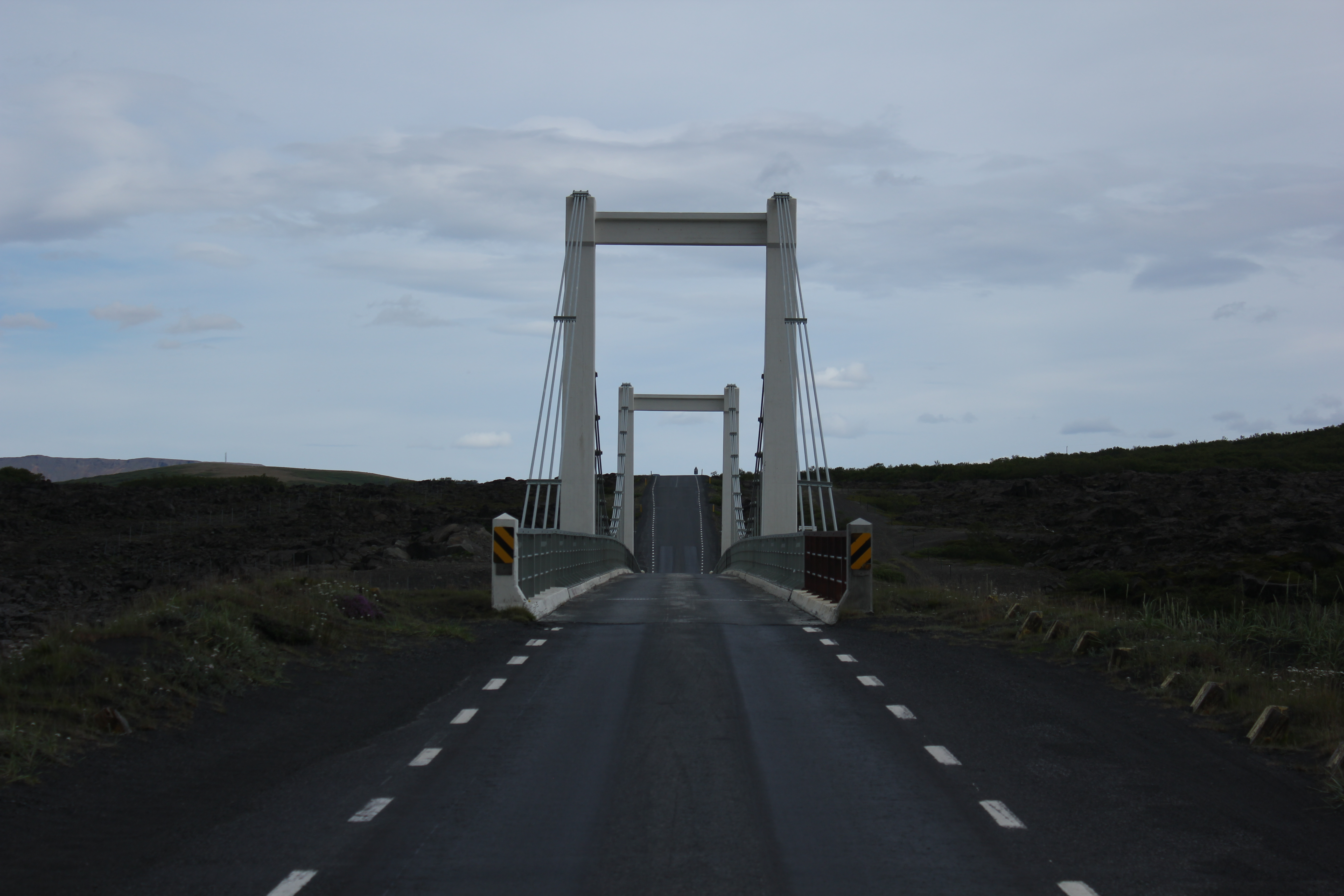
Pont sur le Jökulsá á Fjöllum

## Trajet
- Route 1 - Goðafoss
- Ystafell
- Passage de la Skjálfandafljót
- -  vers Laugar
- Passage du Laxá í Aðaldal
- -  vers Reykjahlíð
- Húsavík
- - Phare de Tjörnes
- Ásbyrgi
- Passage du Jökulsá á Fjöllum
- -  vers Dettifoss
- - 867
- -  vers Kópasker
- -  vers Raufarhöfn
- -  vers Raufarhöfn
- - 867
- Þórshöfn
  -  -  vers péninsule de Langanes
- -  vers Bakkafjörður
- Vopnafjörður
- Route 1 - Jökuldalsheiði